# Lempuyang (Candiroto)
Lempuyang is een bestuurslaag in het regentschap Temanggung van de provincie Midden-Java, Indonesië. Lempuyang telt 2556 inwoners (volkstelling 2010).